# Miraselva
Miraselva ist ein brasilianisches Munizip im Norden des Bundesstaats Paraná. Es hat 1966 Einwohner (2022), die sich Miraselvaner nennen. Seine Fläche beträgt 90 km². Es liegt 589 Meter über dem Meeresspiegel. Die Gemeinde ist Teil der Metropolregion Londrina.

## Etymologie
Der Name des Ortes geht auf den Ausruf eines spanischstämmigen Erschließers der Region zurück. Als er um 1948 auf den riesigen Wald stieß, sagte er: „Mira la selva“, was so viel bedeutet wie: „Seht euch den Wald an!“

## Geschichte

### Besiedlung
Zwischen 1948 und 1950 entstand die Idee, dort, wo sich heute der Gemeindesitz von Miraselva befindet, ein Landgut zu gründen. Mit der im Laufe der Jahre erworbenen Erfahrung setzte der Immobilienmakler Izac Junqueira einen guten Plan für die Vermarktung der Grundstücke in die Tat um. Der ausgewählte Ort gehörte jedoch nicht nur einem Eigentümer. Junqueira musste mit mehreren Besitzern verhandeln, den Familien Tonin, Cósimo, Volpato und Cavalheri. Sobald er deren Einverständnis hatte, ließ er die Vermessung des künftigen Dorfes vornehmen. Die ersten Besitzer der Grundstücke waren die Familien Boava, Tavares, Nassar, Juliani, Camilotti, Ferreira, Bacalon, Miquilini, Cavalheri, Cósimo und Tonin.

### Erhebung zum Munizip
Miraselva wurde durch das Staatsgesetz Nr. 4245 vom 25. Juli 1960 aus Florestópolis ausgegliedert und in den Rang eines Munizips erhoben. Es wurde am 11. November 1961 als Munizip installiert.

## Geografie

### Fläche und Lage
Miraselva liegt auf dem Terceiro Planalto Paranaense (der Dritten oder Guarapuava-Hochebene von Paraná). Seine Fläche beträgt 90 km². Es liegt auf einer Höhe von 589 Metern.

### Vegetation
Das Biom von Miraselva ist Mata Atlântica.

### Klima
In Miraselva herrscht tropisches Klima. Die meisten Monate im Jahr sind durch Niederschläge gekennzeichnet. Nur in wenigen Monate im Jahr ist es trocken. Die Klimaklassifikation nach Köppen und Geiger lautet Am. Im Jahresdurchschnitt liegt die Temperatur bei 22,2 °C. Innerhalb eines Jahres gibt es 1516 mm Niederschlag.

### Gewässer
Miraselva liegt im Einzugsgebiet des Paranapanema zwischen den Tälern des Rio Bandeirantes do Norte im Westen und des Ribeirão Vermelho im Osten.

### Straßen
Miraselva ist über die PR-534 mit der PR-170 verbunden, auf der man nach Rolândia im Süden und über die Paranapanema-Brücke in Porecatu in den Staat São Paulo im Norden kommt. In Richtung Nordwesten führt die PR-534 nach Centenário do Sul.

### Nachbarmunizipien
| Centenário do Sul |                                             | Florestópolis  |
|                   | Kompassrose, die auf Nachbargemeinden zeigt |                |
|                   | Jaguapitã                                   | Prado Ferreira |

## Stadtverwaltung
Bürgermeister: Rogério Aparecido da Silva, PSL (2021–2024)
Vizebürgermeister: João Marcos Ferrer, Cidadania (2021–2024)

## Demografie

### Bevölkerungsentwicklung
| Jahr | Einwohner | Stadt | Land |
| ---- | --------- | ----- | ---- |
| 1970 | 7.769     | 17 %  | 83 % |
| 1980 | 5.941     | 36 %  | 64 % |
| 1991 | 5.326     | 58 %  | 42 % |
| 2000 | 1.961     | 67 %  | 33 % |
| 2010 | 1.862     | 77 %  | 23 % |
| 2022 | 1.966     |       |      |

Quelle: IBGE (2011) und Volkszählung 2022

### Ethnische Zusammensetzung
| Gruppe * | 1991    | 2000    | 2010    | wer sich als …                                                                   |
| --- | ------- | ------- | ------- | -------------------------------------------------------------------------------- |
| Weiße | 61,9 %  | 76,0 %  | 57,5 %  | weiß bezeichnet                                                                  |
| Schwarze | 5,2 %   | 5,5 %   | 7,2 %   | schwarz bezeichnet                                                               |
| Gelbe | 0,9 %   | 0,5 %   | 0,5 %   | von fernöstlicher Herkunft wie japanisch, chinesisch, koreanisch etc. bezeichnet |
| Braune | 31,9 %  | 17,6 %  | 34,8 %  | braun oder als Mischung aus mehreren Gruppen bezeichnet                          |
| Indigene | 0,0 %   | 0,3 %   | 0,0 %   | Ureinwohner oder Indio bezeichnet                                                |
| ohne Angabe | 0,0 %   | 0,2 %   | 0,0 %   |                                                                                  |
| Gesamt | 100,0 % | 100,0 % | 100,0 % |                                                                                  |
| *) Anmerkung: Das IBGE verwendet für Volkszählungen ausschließlich diese fünf Gruppen. Es verzichtet bewusst auf Erläuterungen. Die Zugehörigkeit wird vom Einwohner selbst festgelegt. |         |         |         |                                                                                  |

Quelle: IBGE (Stand: 1991, 2000 und 2010)